# Ptilidium pulcherrimum

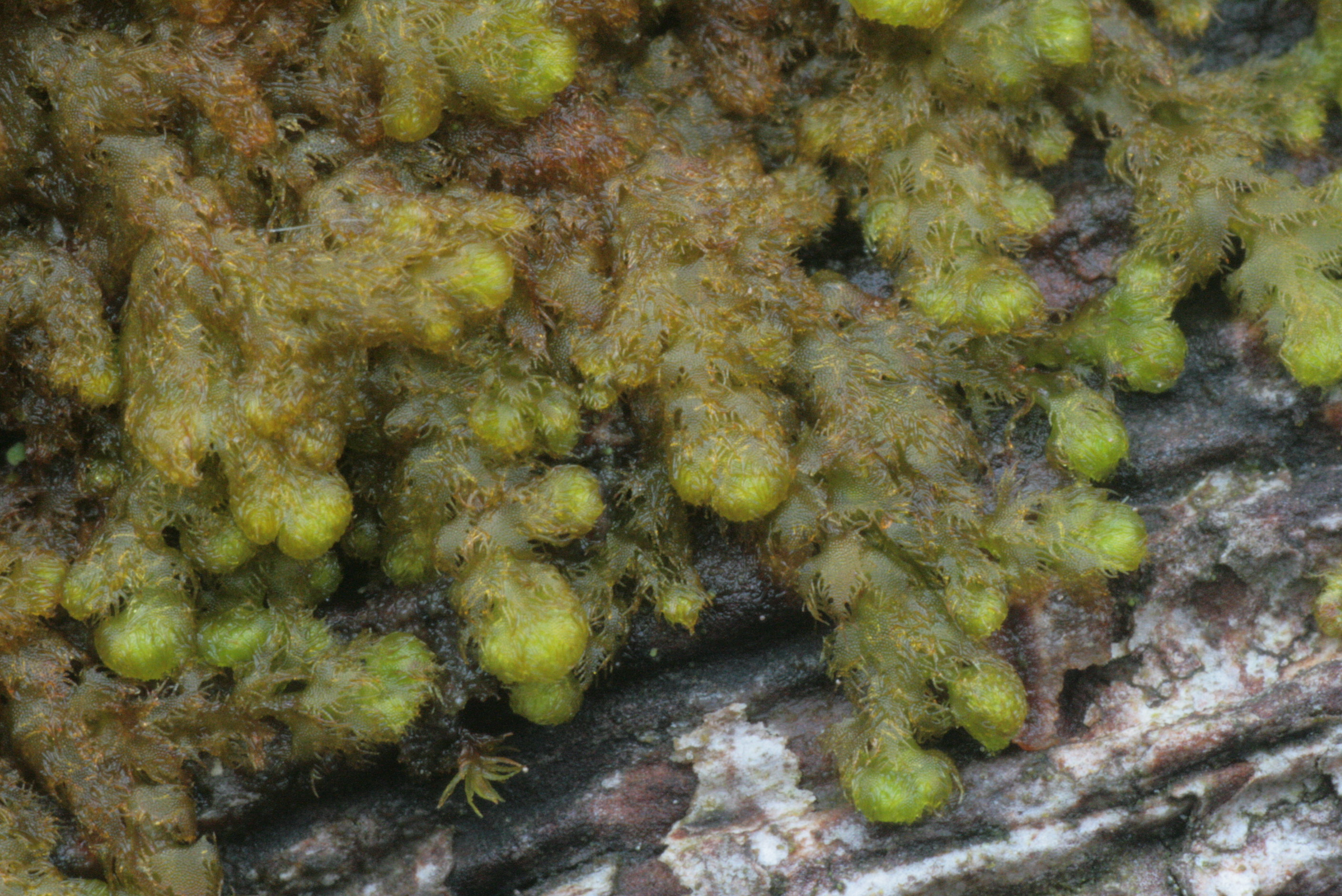
Nahansicht

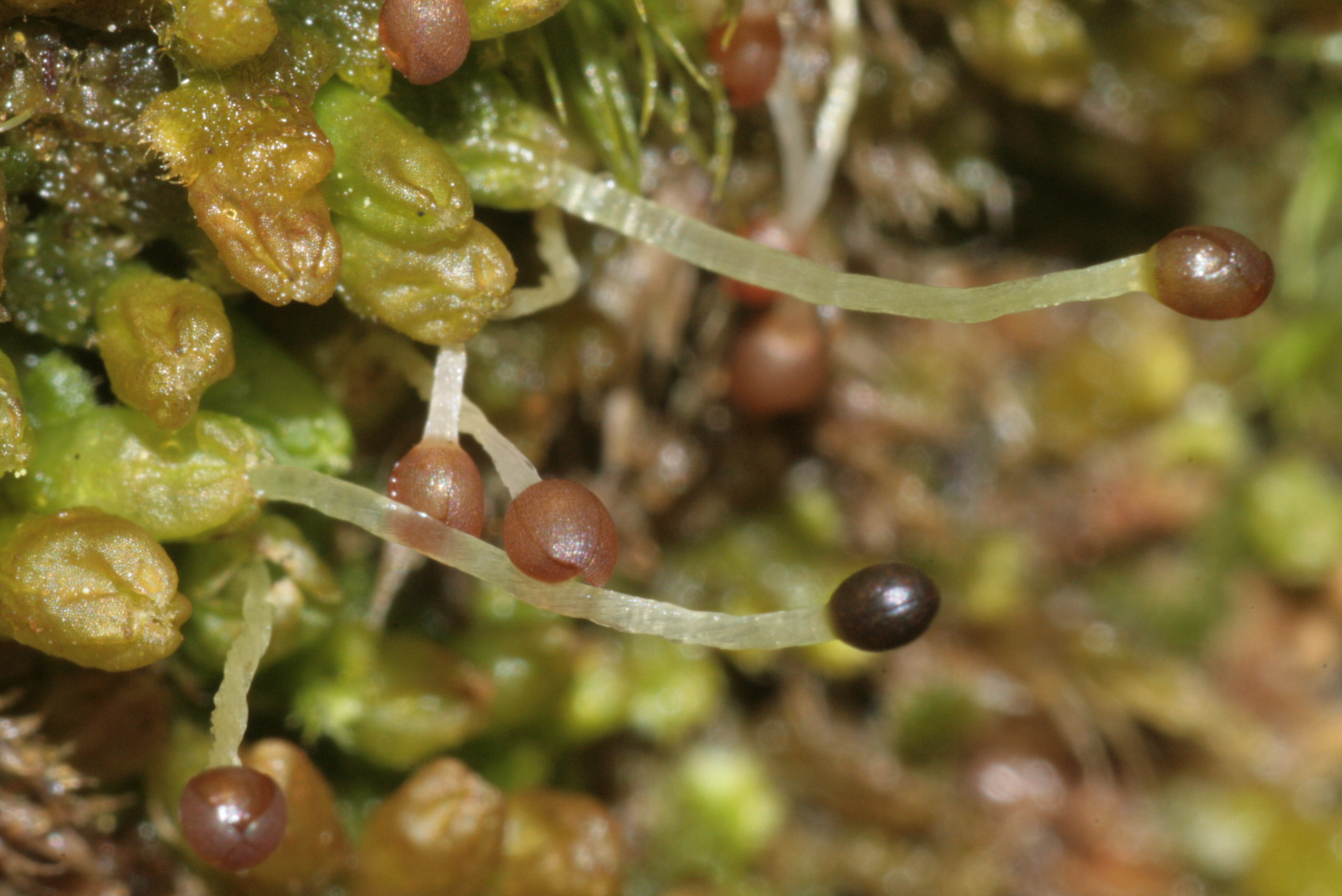
Sporogone

Ptilidium pulcherrimum, auch unter den deutschen Bezeichnungen Schönes Federchenmoos oder Zierliches Federchen-Lebermoos bekannt, ist ein Vertreter der Ordnung Ptilidiales und gehört zu den beblätterten Lebermoosen. Es wurde von den Mitgliedern der Bryologisch-lichenologischen Arbeitsgemeinschaft für Mitteleuropa e. V. (BLAM) zum Moos des Jahres 2020 gewählt.

## Merkmale
Ptilidium pulcherrimum wächst in grünen bis rotbraunen, dichten, flachen Rasen. Die einzelnen Pflänzchen werden bis zwei Zentimeter lang, sind niederliegend und ein- bis zweifach fiedrig verzweigt. Die Äste sind kurz, kaum einen Millimeter breit und dicht beblättert. Flankenblätter sind fast quer am Stämmchen angewachsen, sie sind bis auf drei Viertel ihrer Länge in drei bis vier lanzettliche bis spitz-dreieckige Lappen geteilt. Die Lappen sind am Grund etwa 6 bis 10 Zellen breit und am Rand dicht bewimpert. Diese Wimpern sind bis zu 0,5 Millimeter lang und einzellreihig. Unterblätter sind zweiteilig oder ungeteilt und am Rand ebenfalls bewimpert. Die Laminazellen sind in der Blattmitte rundlich, 30 bis 35 µm groß, haben verdickte Zellecken und enthalten zahlreiche Ölkörper; die Zellen der Blattwimpern sind rechteckig.
Die Art ist diözisch. Männliche Pflanzen sind kleiner und wachsen in gesonderten Rasen oder vermischt mit weiblichen Pflanzen. Sporogone sind nicht selten. Perianthien sind zylindrisch bis keulenförmig, oben faltig und haben eine verengte und bewimperte Mündung. Sporenkapseln auf der langen Seta sind oval, Sporen sind rotbraun, punktiert rau und 25 bis 27 µm groß.

## Ökologie
Das Moos wächst häufig auf Baumrinde, besonders an Stammbasen und im Wurzelbereich von Nadelhölzern, und auf morschem Holz, seltener auf silikatischem Gestein. Bevorzugt werden hierbei Standorte in schattigen bis lichten, luftfeuchten Lagen in montanen Höhenlagen. Häufige Begleitmoose sind Hypnum cupressiforme, Dicranum scoparium, Dicranum montanum oder Lophocolea heterophylla.

## Verbreitung
Ptilidium pulcherrimum ist zirkumboreal verbreitet. In Europa ist es besonders in Bergwäldern weit verbreitet. Hier reichen die Vorkommen südlich bis nach Oberitalien und Bulgarien. Außerhalb Europas kommt es in Asien und Nordamerika vor.